# André Gaboriaud
André Gaboriaud (ur. 1 maja 1895 w Gémozac, zm. 23 listopada 1969 w Meschers) – francuski florecista, srebrny medalista olimpijski.
Na igrzyskach olimpijskich w Amsterdamie w 1928 roku Francuzi w składzie: Philippe Cattiau, Roger Ducret, André Labatut, Lucien Gaudin, Raymond Flacher i André Gaboriaud zdobyli srebrny medal we florecie drużynowym. Indywidualnie nie startował. Był to jego jedyny występ olimpijski.
Nie zdobył medalu mistrzostw świata.